# Ляшук Данііл Олександрович
Ляшук Данііл Олександрович (також відомий як Моджахед або Deni Vendetti; 1 листопада 1995, Берестя, Білорусь — 1 квітня 2023, с. Первомайське біля м. Покровськ. Донецька область, Україна) — український військовий, учасник російсько-української війни, музикант. Входив до «батальйону Торнадо». Засновник та командир бойової групи Vendetta, прихильник праворадикальних поглядів.

## Життєпис
Народився 1 листопада 1995 року у білоруському місті Бересті. У 2011 році увійшов в угрупування футбольних фанатів під назвою «No comments», що підтримувало місцеве «Динамо» не лише у секторах на стадіоні, а й у масових бійках за його межами. У 2012 році починає записувати реп та стає відомим не лише у фанатських колах.
У 2013 році переїхав до міста Севастополь. Здобував освіту у Севастопольському національному технічному університеті за фахом моряка.
Під час окупації Криму Російською Федерацією став членом антиросійського спротиву, за свою проукраїнську позицію був оголошений у розшук російськими окупаційними органами, у зв'язку з чим інкогніто покинув територію АРК. Наприкінці 2014 року за протекцією бійця роти особливого призначення «Торнадо» та свого товариша, з яким познайомився у Львові на одному з ультраправих концертів, у якому брав участь потрапив у роту.
У вересні 2015 року Данііла було затримано у рамках розслідування кримінальної справи проти батальйону «Торнадо». Ляшука було звинувачено в низці тяжких злочинів, зокрема у катуванні людей на Луганщині та зґвалтуванні викрадених людей. За версією слідства, з 13 березня до 2 квітня 2015 року Ляшук брав участь у викраденні та катуванні 10 осіб. До затримання Ляшук переховувався від слідства близько двох місяців Він відкидав звинувачення, а в інтерв'ю наголошував, що не знав про кримінальні мотиви Руслана Онищенка, колишнього командира батальйону «Торнадо», та його можливі заробітки на контрабанді.
7 квітня 2017 року Ляшука було засуджено до 10 років позбавлення волі. Вирок було залишено без змін апеляційним та Верховним Судом.
У червні 2021 року Ляшука було звільнено згідно із законом Савченко, за яким день у СІЗО зараховувався за два дні в'язниці.
З початком повномасштабного вторгнення Росії повернувся на фронт, як доброволець захищав Київ та Харків. У липні 2022 року вступив до лав Збройних сил України, воював у Херсонській та Харківській областях. Був двічі пораненим, після операцій та реабілітації повернувся у стрій. Загинув 1 квітня 2023 року у боях на Донбасі.
Президент України Володимир Зеленський посмертно нагородив Ляшука орденом «За мужність» III ступеня.

## Погляди
Мав праворадикальні погляди, носив татуювання у вигляді свастики на лівому біцепсі. 2014 року виступав на вечірці «White side».
Головний військовий прокурор України Анатолій Матіос стверджував, що Ляшук мусульманин і «сповідує цінності екстремістської організації ІД».
2016 року, під час перебування у СІЗО, Ляшук заперечував Голокост.
2017 року, за інформацією заступника міністра юстиції України Юрія Маслака, Ляшук усно зізнався, що вивісив нацистський прапор з вікна камери у СІЗО.